# Acacia unijuga
Acacia unijuga é uma espécie de leguminosa do gênero Acacia, pertencente à família Fabaceae.